# Med 360°
Die Med 360° SE ist ein Unternehmen im Medizinbereich mit Sitz in Leverkusen in Deutschland. Unter dem Namen Med 360° erbringt sie Leistungen für diagnostische und therapeutische Leistungen in verschiedenen Fachbereichen.

## Unternehmen
Zur Med 360° gehören neben ambulanten medizinischen Versorgungszentren (MVZ) und radiologischen Abteilungen an verschiedenen Krankenhausstandorten auch zwei Fachkrankenhäuser, ein Seniorenzentrum, Praxiskliniken, Sanitätshäuser, Physiotherapie-Praxen, die Grönemeyer-Institute und eine Schule für Medizinische Technologen für Radiologie (MTR). An inzwischen über 140 Standorten in 9 Bundesländern und mit ca. 1.900.000 Patientenkontakten pro Jahr trägt die Med 360° maßgeblich zur medizinischen Versorgung in Deutschland bei. Standorte befinden sich unter anderem in Aachen, Hamburg, Berlin, Dresden, Köln, Leverkusen, Düsseldorf, München und im Raum Oberfranken. Kern des Gesundheitsnetzwerkes ist eine enge Verzahnung von ambulanter und stationärer Gesundheitsversorgung, von Diagnostik und Therapie sowie der verschiedenen medizinischen Fachbereiche.

### Med 360° SE
Dachgesellschaft der Med 360° ist die „Med 360° SE“ mit Sitz in Leverkusen. Sie erbringt keine medizinischen Leistungen, sondern unterstützt die medizinischen Standorte mit verschiedenen Serviceleistungen – von der Informationstechnologie über das Controlling bis hin zur Medizintechnik. 

## Geschichte
Ihren Ursprung hat die Med 360° in einer radiologischen Praxis, die 1960 in Leverkusen-Opladen gegründet und nur wenige Jahre später um eine Strahlentherapie erweitert wurde. Angesichts stetig steigender Patientenzahlen entstanden zusätzliche Untersuchungs- und Behandlungsstätten, 1996 erstmals auch außerhalb von Leverkusen in Köln-Rodenkirchen.
1997 wurde auf dieser Basis durch den Radiologen Winfried Leßmann und bis Dezember 2022 Vorstandsvorsitzender der Med 360° SE, der sich in der Branche einen Ruf als „König der Radiologen“ erwarb, das Radiologische Netzwerk Rheinland (RNR) in der Rechtsform einer GbR gegründet, in dem sich radiologische Praxen stadtübergreifend zu einem Praxisverbund zusammenschlossen. Mit Eröffnung der ersten RNR-Strahlentherapie-Praxis an einem Krankenhaus-Standort wurde der Grundstein für die heute maßgebliche Verzahnung von ambulanter und stationärer Gesundheitsversorgung gelegt. Ein weiterer Schritt war die Übernahme des ehemaligen Themistocles Gluck Hospitals in Ratingen – heute Fachklinik 360°.
Seit dem 1. Januar 2016 firmiert die ehemalige RNR unter dem Namen Med 360°. Im Sommer 2022 wurde die Med 360° von einer deutschen Aktiengesellschaft (AG) in eine Europäische Gesellschaft (SE, „Societas Europaea“) umgewandelt.
Seit dem Jahr 2017 kooperieren die von Dietrich Grönemeyer ins Leben gerufene Grönemeyer Institute und die Med 360° in einer neuen unternehmerischen Partnerschaft zusammen.
Am 1. April 2022 übernahm die Med 360° die Deutsche Radiologienetz AG.
Ende des Jahres 2022 erwarb die Sana Kliniken AG die Mehrheit bei Med 360° SE.
Zum 1. Juni 2023 übernahm Christian Engler die Position des Chief Executive Officer (CEO) der Med 360° SE und folgt auf Winfried Leßmann, der Ende 2022 aus dem Vorstand der Med 360° SE ausgeschieden ist.

## MTR-Schule
Die Med 360° betreibt eine eigene staatlich anerkannte Schule zur Ausbildung Medizinischer Technologen für Radiologie mit Sitz in Leverkusen. Die dreijährige duale Ausbildung endet mit dem Staatsexamen und umfasst 2.600 Unterrichtsstunden sowie 2.000 Stunden praktische Ausbildung an einem der Med 360°-Standorte. Die Absolventen arbeiten anschließend in den Tätigkeitsbereichen radiologische Diagnostik, Strahlentherapie und Nuklearmedizin.